# Sebastián Santos Rojas
Sebastián Santos Rojas (Higuera de la Sierra (Huelva), 2 de noviembre de 1895 - Sevilla, 16 de julio de 1977) fue un imaginero y escultor español. Se especializó en imaginería religiosa. Muchas de sus obras pueden contemplarse en las procesiones de la Semana Santa de Andalucía.

## Biografía y obras
Nació en Higuera de la Sierra, Provincia de Huelva, desde pequeño se sintió atraído por el arte del modelado, residió en su tierra hasta los 23 años donde comenzó su andadura con el arte. En 1918 se encuentra en Sevilla realizando el servicio militar, tras el cual decide quedarse e inicia su formación artística trabajando en diversos talleres y de portero y acudiendo a clases a la Escuela de Artes y Oficios al finalizar su jornada laboral, donde tuvo por profesores al pintor Gonzalo Bilbao y al escultor Francisco Marco Díaz-Pintado. Su primera actividad profesional fue la colaboración en el taller del ceramista Pedro Navia. Más tarde se independizó y abrió taller propio en Sevilla.
Gran parte de su obra está constituida por representaciones de la Virgen María, entre las que se encuentran: 
- En Sevilla la primera imagen que realizó fue Nuestra Señora del Refugio perteneciente a la Hermandad de San Bernardo, seguidamente Nuestra Señora de la Concepción de la Hermandad del Silencio; la Virgen de los Dolores de la Hermandad del Cerro y la Virgen de las Penas de la Hermandad de Santa Marta, y la Virgen del Prado que puede contemplarse en la Iglesia del Salvador.[6] En la Hdad. de la Cena de Sevilla de la Iglesia de los Terceros, hizo varios trabajos, entre ellos una de sus obras cristíferas más relevantes y destacadas de su producción, como es el Señor de la Sagrada Cena en el año 1955, también la imaginería del Palio de su titular mariana Ntra. Señora del Subterráneo, Reina de Cielos y Tierra (a la cual realizó el candelero en 1962), piezas como puede ser, la imagen de Ntra. Señora de los Reyes, Patrona de Sevilla en el Techo de Palio, y escenas de la vida de la Virgen y diferentes Santos en los respiraderos.

- En La Palma del Condado, hizo su primera obra, la fervorosa imagen de Nuestra Señora de los Dolores de la Hermandad Servita. Por otra parte también nos encontramos a su obra cumbre, la Patrona de la ciudad, la Virgen del Valle, coronada en 2011, siendo presidente Don Guillermo López Toscano y Nuestra Señora del Socorro, de la Hermandad de Jesús Nazareno . Todas de 1936

- María Santísima de la Esperanza de la  Hermandad de la Veracruz de Sierra de Yeguas, Málaga, en 1956;
- Virgen de la Amargura de Jerez de los Caballeros.
- En Aracena (Huelva) su patrona la Virgen del Mayor Dolor; el Stmo. Cristo de la Plaza y la Divina Pastora de las Almas.
- En Palma del Río (Córdoba) su patrona y Alcaldesa Perpetua la Virgen de Belén Coronada.
- En Moguer (Huelva) realizó a la Patrona y Alcaldesa Perpetua, Ntra. Sra. de Montemayor Coronada, en 1936.
- Virgen de la Amargura de Jerez de los Caballeros (Badajoz).Simón de Cirene (1968) para la Hermandad de Pasión (Sevilla)

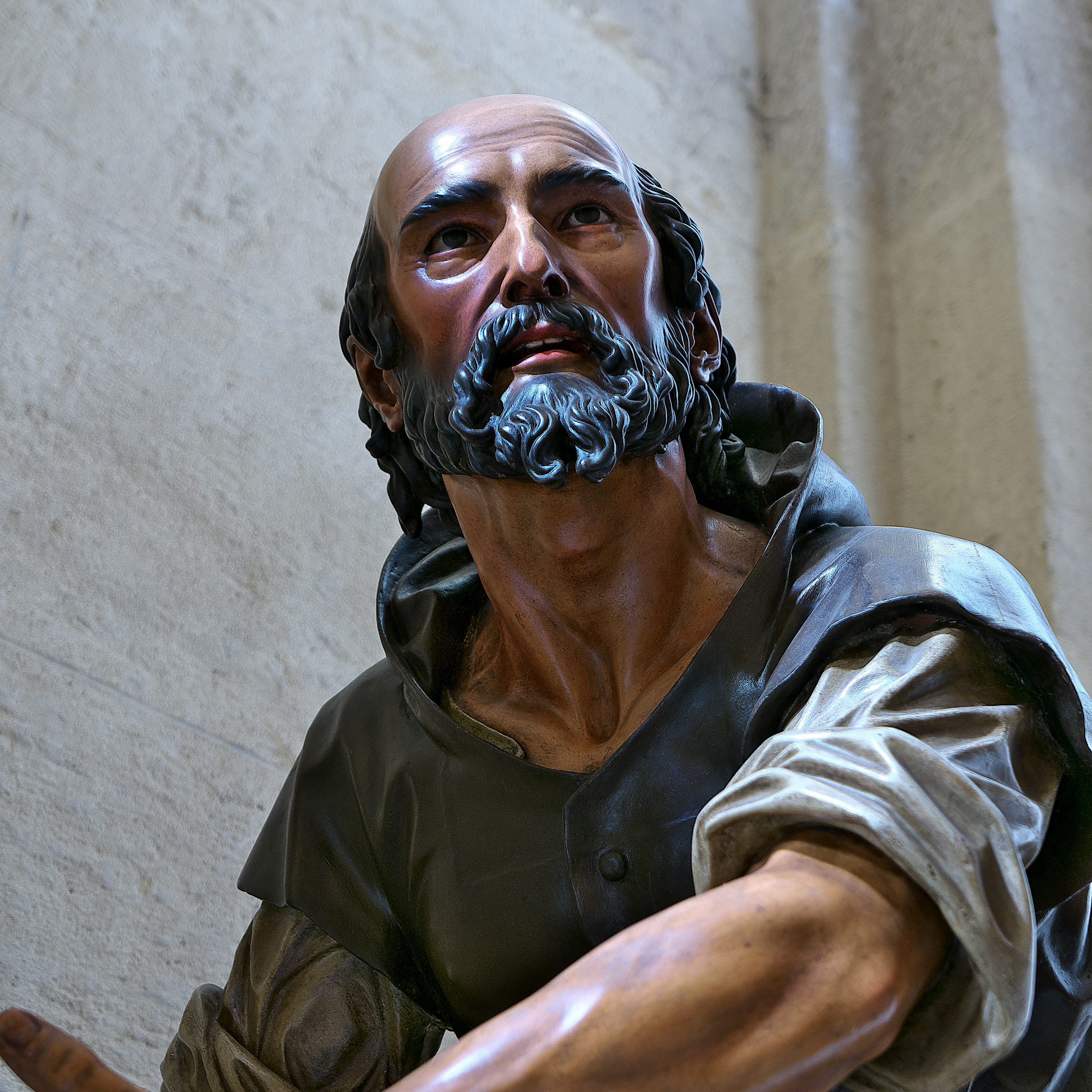
Simón de Cirene (1968) para la Hermandad de Pasión (Sevilla)

- Virgen de Piedras Albas, patrona de El Almendro y Villanueva de los Castillejos;
- Nuestra Señora de la Esperanza, patrona de La Redondela (Huelva)
- María Santísima del Rocío y Esperanza, Hermandad del Calvario (Huelva)
- Virgen del Socorro de la Hermandad de Nuestro Padre Jesús Nazareno (Alcalá de Guadaíra);
- Virgen del Reposo, patrona de Valverde del Camino;
- Virgen de la soledad , hermandad de nuestro padre Jesús de las tres caída , y primitiva cofradía de J.H.S del santo entierro y María Santísima de la Soledad.( Valverde del camino)
- Virgen de la Soledad de la Hermandad de la Vera+Cruz de Cádiz; También en Cádiz la Hermandad de Humildad y Paciencia sustituirá en 1967 su imagen de la Virgen de la Amargura de autoría anónima por una de Sebastián Santos.[7]
- Virgen de la Estrella de la Hermandad de Cristo Rey de Jerez de la frontera
- María Santísima de los Dolores y Misericordia de Pizarra (Málaga)
- Virgen de la Misericordia de la Hermandad del Transporte de Jerez de la Frontera. Imagen bellísima que llegó a Jerez desde Sevilla el 6 de junio de 1956. Puede contemplarse en la Iglesia de la Merced, patrona de Jerez de la Frontera.
- Divina Pastora De Zalamea La Real

Otras obras son:
- Nuestro Padre Jesús Nazareno (1950) de la Hermandad del Nazareno en la Iglesia de la Purísima Concepción (Huelva).
- Jesús de la Sagrada Cena (1955) de la Hermandad de la Cena de Sevilla.
- San Sebastián que realizó para la iglesia de San Sebastián de Higuera de la Sierra, con objeto de sustituir a una talla anterior que fue destruida en los sucesos que se produjeron al inicio de la guerra civil española;
- Sagrado Corazón de la iglesia de la Concepción de Huelva;
- Imagen de Jesús crucificado que se encuentra en la iglesia de San Jacinto de Sevilla;
- Cirineo que durante muchos años acompañó al Jesús de la Hermandad de Pasión (Sevilla);
- Santa Marta de la Hermandad de Santa Marta (Sevilla);
- Cristo del Perdón de la iglesia de San Pedro Apóstol de  Pizarra, provincia de Málaga. El Cristo del Perdón, realizado en Sevilla. Esta obra está inspirada en la imagen del Cristo de la Clemencia de la Catedral de Sevilla.[8]

Llamativo es su Cristo yacente, que procesiona el Viernes Santo en Jódar, provincia de Jaén, pues es un auténtico estudio del rigor mortis para el cual visitó los depósitos de cadáveres de los hospitales y tomó apuntes de como quedaban los músculos tras la muerte. También esculpió a la primera dolorosa de la Hermandad de la Borriquita de Alcalá de Guadaira bajo la advocación de Nuestra Señora de la Oliva, que desapareció tras un desafortunado incendio en la capilla de la hermandad mientras se celebraba un bautizo.
Fue autor de algunos monumentos de Sevilla: El busto del monumento a Juan XXIII (calle Verbena de la Paloma), la estatua de Carmen la Cigarrera paseo de Colón y la estatua de medio cuerpo del escultor Manuel de Cervantes (calle Entrecárceles).
Fue profesor y miembro fundador de la Escuela de Bellas Artes Santa Isabel de Hungría. Su hijo Sebastián Santos Calero (1943) es también escultor.
Con ocasión del 125 aniversario de su nacimiento, la Diputación Provincial de Huelva en colaboración con el Ayuntamiento de Higuera de la Sierra y la diócesis de Huelva, organizó en octubre de 2020 una exposición retrospectiva sobre la figura del insigne tallista y su destacada producción artística. La muestra, que se presentó bajo el título Sebastián Santos. Creador de Imágenes, recogía la magnífica producción de este artista de la gubia, que llegó a convertirse en un importante exponente de la imaginería religiosa andaluza contemporánea.

## Referencias

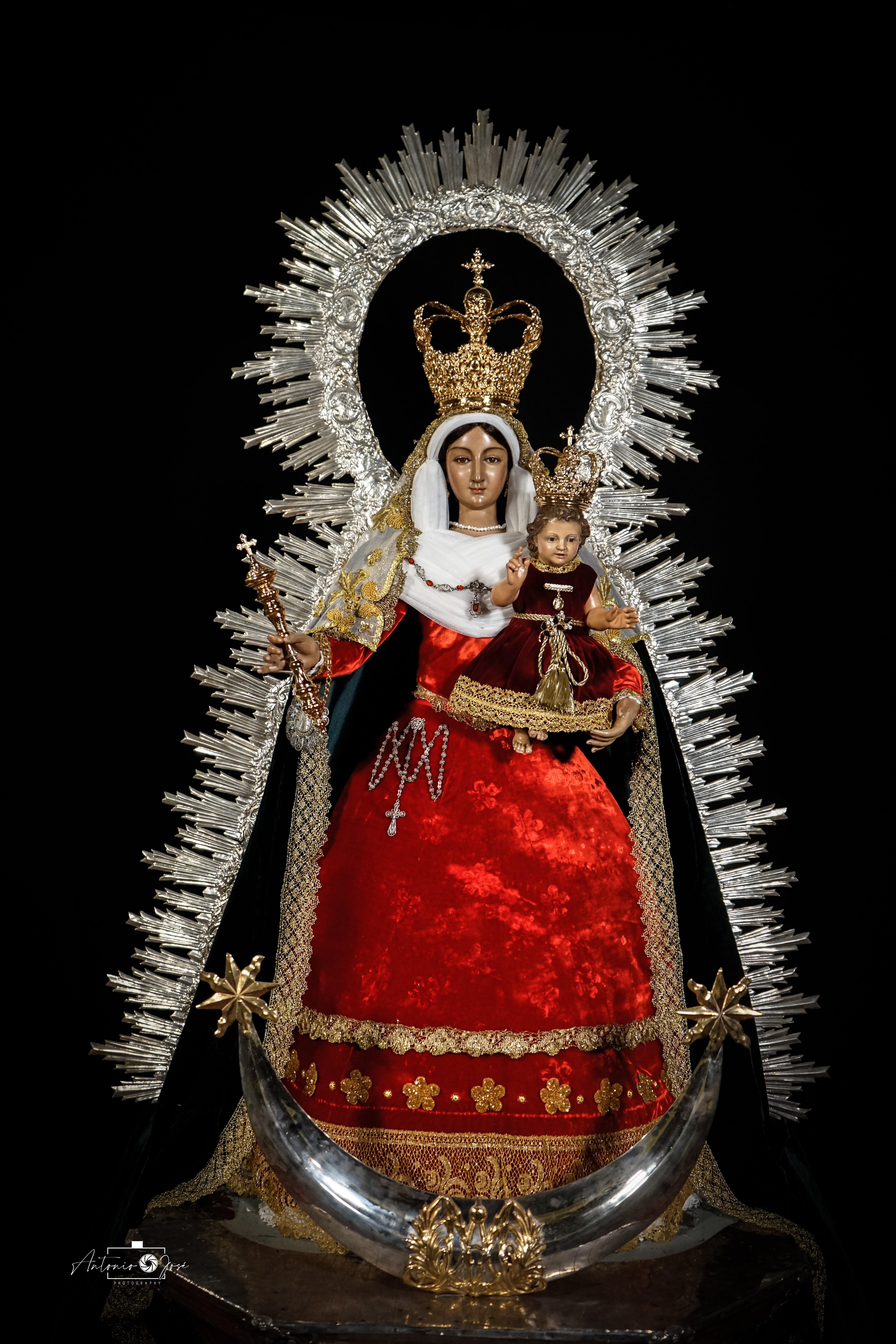
Nuestra Señora de Belén Coronada, Patrona y Alcaldesa de Palma del Río, Sebastián Santos, 1937. Foto AJSM